# پولانکا خورنگتسکا
پولانکا خورنگتسکا (به لهستانی:  Polanka Horyniecka) یک روستا در لهستان است که در گمینا خورنگتس-زدروی واقع شده‌است.